# (12306) Pebronstein
(12306) Pebronstein est un astéroïde de la ceinture principale.

## Description
(12306) Pebronstein est un astéroïde de la ceinture principale. Il fut découvert le 7 octobre 1991 à l'observatoire Palomar par Charles P. de Saint-Aignan. Il présente une orbite caractérisée par un demi-grand axe de 2,44 UA, une excentricité de 0,12 et une inclinaison de 3,7° par rapport à l'écliptique.

## Compléments